# Heinrich Jaeger (Landrat)
Heinrich Philipp Jaeger (* 17. Februar 1816 in Koblenz; † 13. April 1888 in Cond) war ein preußischer Verwaltungsbeamter und Landrat.

## Leben

### Herkunft und Ausbildung
Heinrich Jaeger war der Sohn des preußischen Oberforstrats Heinrich Jaeger und der Maria Magdalena, geb. Schimper. Nach dem Besuch des Gymnasiums in Koblenz studierte er unter anderem an der Universität in Bonn (Immatrikulation: 14. Oktober 1835, bis zum Wintersemester 1838/39) Kameralwissenschaften. Dort gehörte er dem Corps Borussia an.

### Werdegang
Als Regierungsreferendar trat er anschließend in den preußischen Verwaltungsdienst ein, wo er ab dem 28. September 1840 zunächst bei der Regierung Koblenz und ab dem 28. September 1846 bei der Regierung Arnsberg Einsatz fand. Nach seiner Prüfung zum Regierungsassessor (20. August 1847) fand er Beschäftigung bei den Regierungen in Düsseldorf und Köln und versah dabei zwischenzeitlich vom 13. Mai bis zum 12. Dezember 1848 vertretungsweise auch die Leitung des Kreises Adenau. Währenddessen wurde er zum 4. Dezember 1848 an die Regierung Koblenz zurückversetzt. Von dort übernahm Jaeger mit dem 22. Februar 1849 zunächst kommissarisch die Verwaltung des Kreises Cochem, seine definitive Ernennung folgte am 21. Juni 1851. Heinrich Jaeger starb im Dienst. Er war mit 39-jähriger Dienstzeit der am längsten amtierende Landrat des Kreises Cochem.
Familie
Der Katholik Heinrich Jaeger heiratete am 13. Dezember 1852 in Cochem Maria Magdalene Johanna, geb. Junck (* 30. Januar 1820 in Trier; † 12. Mai 1867 in Cochem), die Tochter des Landwirts und Trierer Friedensrichters Michael Junck und der Veronika Agathe, geb. Schmit.

## Ehrungen
- Charakterisierung als Geheimer Regierungsrat (29. Dezember 1881)[1]
- Roter Adlerorden 4. Klasse (1. September 1884)[1]
- Roter Adlerorden 3. Klasse mit Schleife[1]